# Pouteria valparadisaea
Pouteria valparadisaea är en tvåhjärtbladig växtart som först beskrevs av Juan Ignacio Molina, och fick sitt nu gällande namn av Ined. Pouteria valparadisaea ingår i släktet Pouteria och familjen Sapotaceae. IUCN kategoriserar arten globalt som nära hotad. Inga underarter finns listade i Catalogue of Life.